# Mosteiro de Rupertsberg

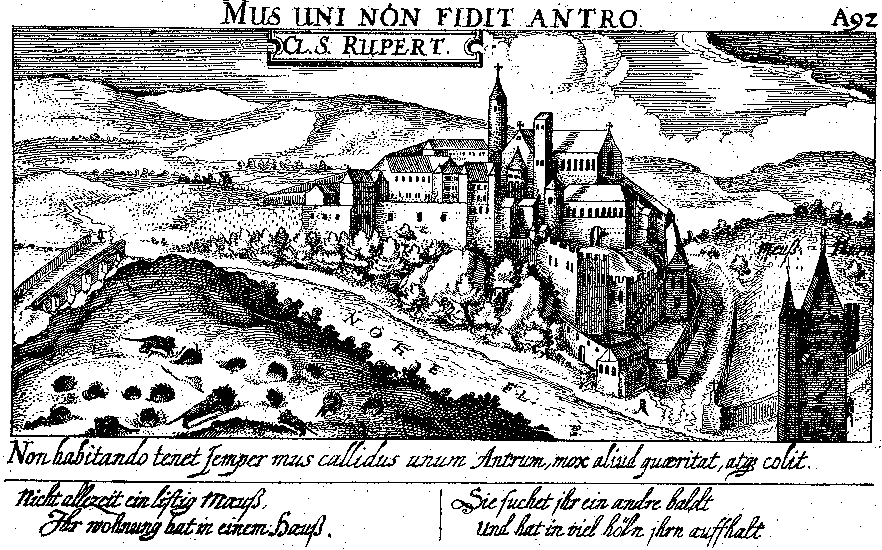
O Mosteiro de Rupertsberg no século XVII

O Mosteiro de Rupertsberg foi um mosteiro beneditino fundado por Santa Hildegard von Bingen em Bingen am Rhein, na Alemanha, em 1150, sobre as ruínas de um mosteiro anterior erguido no local da tumba de São Rupert de Bingen, e que fora destruído no século IX. A igreja do mosteiro foi consagrada em 1152. Com a morte da sua fundadora o mosteiro começou a declinar, sendo destruído na Guerra dos Trinta Anos, no início do século XVII, mas permaneceram algumas ruínas que foram restauradas e reutilizadas até o século XIX. Em 1857 o que restava foi demolido para dar lugar à construção de uma ferrovia. O mosteiro abrigou as relíquias da santa até 1632, quando elas foram transferidas para o mosteiro que ela fundou em Eibingen.